# XO-3b
XO-3b는 기린자리에 있는 XO-3의 주위를 도는, 목성 질량의 12배가 넘는 외계 행성이다. 이 행성은 모항성을 불과 3일에 한 바퀴 돈다. XO-3b의 반지름은 목성의 1.217배이다. 반지름이 큰 이유로는 어머니 항성에 매우 가까이 붙어 돌기 때문에 외포층이 달아 올라 팽창해 있으며, 또한 질량이 커서 내부열로 인해 달아올라 있을 것임을 들 수 있다. 이 행성의 존재는 2007년 5월 30일 하와이주 호놀룰루 소재 미국 천문학회에서 공포되었다. 하와이 할레아칼라산 정상에 있는 망원경을 사용한 XO 프로젝트에서, 아마추어 및 프로 천문학자들이 협력하여 이 행성을 발견했다.
이 행성은 어머니 항성에 가까이 붙어 있음에도 공전궤도 이심률이 크기 때문에 ‘이상한 구체’라는 이름이 붙었다. 어머니 항성의 표면을 지나가는 행성일 가능성도 고려되고 있다. XO-3b는 XO 프로젝트가 찾아 낸 세 번째 행성이기도 하다.

## 논란
이 천체가 행성인지 아니면 갈색 왜성인지에 대해 현재 논쟁이 벌어지고 있다. 이 논쟁을 주도하는 과학자들 중 한 명은 크리스토퍼 존스-크룰로 그는 ‘이 논쟁은 매우 격렬하다’라고 밝혔다. 지금까지 많은 갈색 왜성들이 어머니 항성 주위를 돌고 있는 것이 발견되어 왔기 때문에, 이러한 논쟁은 특별하거나 이상한 것은 아니다.
어머니 항성의 광도곡선 기울기를 통해, XO-3b의 반지름은 태양의 0.15배, 질량은 목성의 11.71 ± 0.46배임을 알게 되었다.

## 참고 문헌
1. 1 2  Oddball Planet Puzzles Astronomers, Space.com
2. 1 2  “Space oddity: Astronomers discover giant planet, The Times of India”. 2007년 6월 2일에 원본 문서에서 보존된 문서. 2007년 6월 2일에 확인함.
3. ↑  “XO-3 b: Supersized planet or oasis in the 'brown dwarf desert'?, EurekAlert!”. 2021년 3월 30일에 원본 문서에서 보존된 문서. 2008년 7월 9일에 확인함.
4. ↑  “XO-3b: A Massive Planet in an Eccentric Orbit Transiting an F5V Star”. 《The Astrophysical Journal》. 2007. arXiv:0712.4283 [astro-ph]. 2008년 10월 10일에 원본 문서에서 보존된 문서. 2008년 1월 2일에 확인함.